# 尹少卿
尹少卿 （Wan Siu Hing，？－1952年11月17日），香港粵劇二幫花旦。她是薛覺先的徒弟，年青貌美，擅演刁蠻青衣。

## 尹少卿的電影
1. 《大鬧粉粧樓》（1949年12月24日香港公映），粵劇坤班「女兒香劇團」全體成員參演，尹少卿反串飾演胡奎。
2. 《斷腸姑嫂斷腸夫》（1950年2月25日香港公映），改編自薛覺先、余麗珍 的「覺華劇團」演出的同名粵劇，《淒涼姊妹花》、《飄零二孤女》、《落花時節落花樓》及《春風秋雨又三年》後的的悲劇。
3. 《黃飛鴻傳第三集》之《血戰流花橋》（1950年4月13日香港公映），尹少卿飾演風流寡婦李鳳仙。
4. 《黃飛鴻傳四集》之《梁寬歸天》（1950年4月16日香港公映），尹少卿飾演風流寡婦李鳳仙。

## 香消玉殞
1952年11月17日（星期一）晚上9時，她乘駕駛的車牌9595的私家轎車，在新界上水與粉嶺交界，大埔道向九龍方向，因閃避黑色狗撞樹，全車翻覆，尹少卿當場重傷斃命，她的丈夫梁培（沛）（新界上水警署高級探目）受輕傷。
1952年11月19日（星期三）下午2時在萬國殯儀館出殯，執拂的粵劇伶人有「一哥」陳錦棠、半日安、上海妹、李海泉及撰曲家李少芸。數百親友，許多觀眾圍觀，需要警察維持秩序。當日在香港島掃桿埔惜別亭辭靈，遺體安葬香港仔華人永遠墳場。

## 外部連結
- 香港電影資料館：尹少卿[永久]